# Musa Taychi'ut

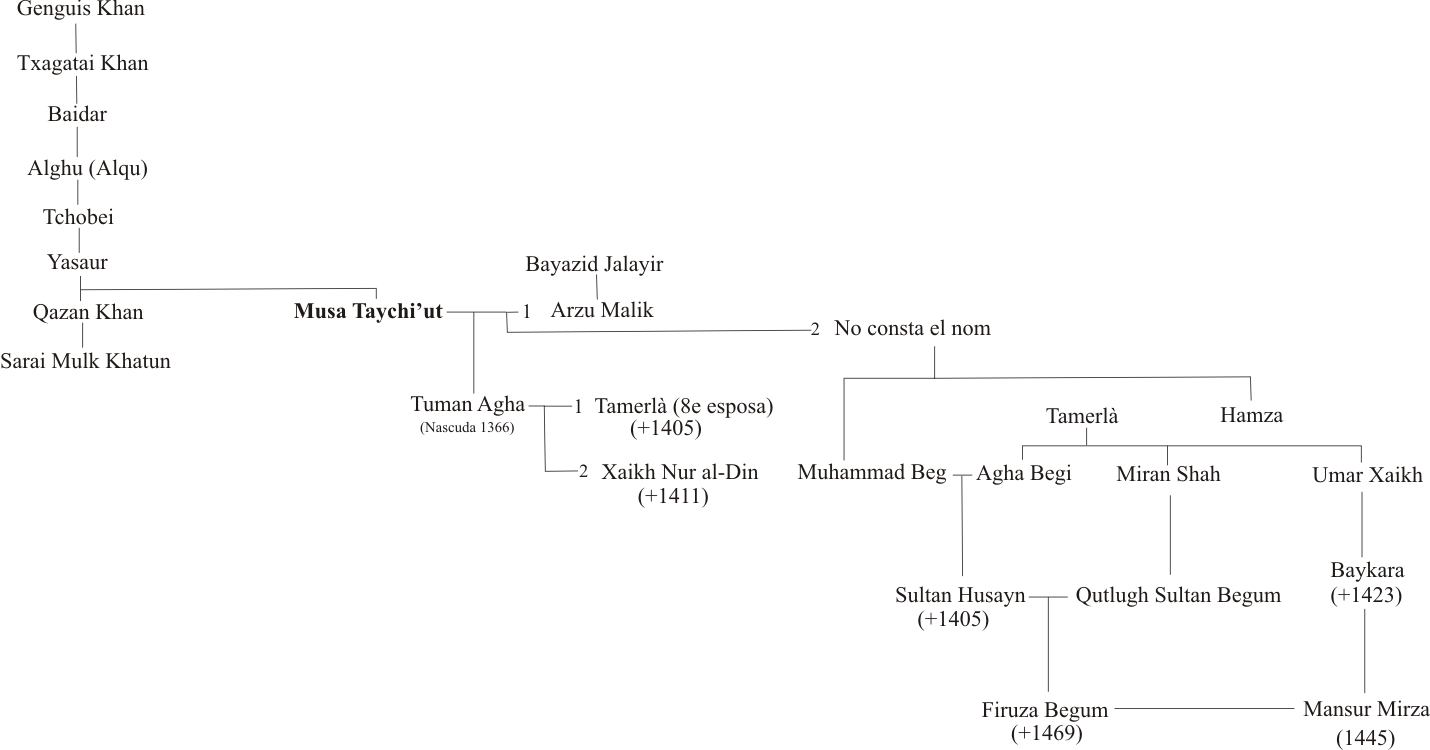
Arbre genealògic de la família de l'amir Musa Taychiut

Musa Taychi'ut (segle xiv, mort primers anys del segle XV) fou un amir de família genguiskànida txagataïda, cap del clan Taychi'ut, que va servir a Amir Husayn (del que va ser el principal suport i el principal cap militar) i a Tamerlà, sent parent d'ambdos per matrimonis.

## Fins a l'expulsió dels jats (1361-1365)
Musa donava suport a Amir Husayn que estava casat amb la seva neboda o germana Sarai Mulk Khatun. Des de 1359 Husayn tenia una aliança amb un amir dels Barles, Tamerlà, que va ser especialment important durant la lluita contra els mogols o jats que havien ocupat Transoxiana (1361-1365). El 1362 Musa va trencar amb els mogols i es va posar al servei de Husayn
El 1364 en la lluita contra els mogols o jats, en una batalla important, Tamerlà va escollir 500 homes a les ordres del oficial seu, Muvayad Arlat, i d'Amir Musa, el més capacitat dels lloctinents d'Amir Husayni els va deixar per defensar el campament i el pont de pedra, que fou element clau en la victòria.

## Al servei de Husayn (1365-1369)
El 1365, amb Amir Husayn en el poder efectiu, Musa va adquirir una posició preeminent; disposava d'un contingent important de tropes anomenat hazara-i ghancha, i el seu matrimoni amb una filla de Bayazid Jalayir i germana d'Ali Dervix Jalayir, i el seu parentiu per matrimoni amb el mateix Husayn el situaven en una alta posició amb accés constant al gran amir. Bahram Jalayir, aliat de Tamerlà, va anar per assegurar la fidelitat del tuman de Jalayir a Khujand (governada per Ali Dervix Jalayir) i combatre a Amir Musa; Bahram va aconseguir fer fugir a Amir Musa Taychi’ut i a Ali Dervix i desposseir al seu cosí del comandament de la tribu Jalayir, però desconfiant de que la guerra entre Husayn i Tamerlà fos duradora, es va quedar allí sense retornar. Va saquejar les terres del fugit Musa Taychi’ut i d'Ali Darvix (i va matar alguns de la seva gent) i després es va traslladar al Mogolistan. Els amirs no tenien fe en un trencament definitiu dels dos aliats i en tot cas, si es produïa, no tenien fe en la victòria de Timur
El 1366 Amir Husayn va reunir un exèrcit de 12000 homes que va enviar contra Karshi sota ordres de Amir Musa i Malik Bahadur; els amirs Musa i Hinduke Barles van arribar a Karshi, desguarnida, i la van ocupar, i van comunicar a Husayn que havien derrotat a Tamerlà que havia fugit al Khurasan. Musa i Hinduke van establir a Karshi una guarnició de tres mil homes. Quan Timur se’n va assabentar va decidir retornar a Karshi i conquerir-la i es va deixar veure pel Khurasan. El governador Musa Taichi'ut, va reforçar les fortificacions i va encarregar el comandament al seu fill Muhammad ibn Musa amb una guarnició reduïda i llavors va abandonar la ciutat amb set mil homes i quan va ser a la plana de Bimragh va acampar i va celebrar una festa; també va enviar missatgers a Husayn comunicant que havien vist a Timur al Khurasan; aquest havia enviat cinc mil homes de reforç a Karshi manats per Malik Bahadur, però aquestes tropes al saber la notícia es van aturar. Fou aleshores quan Tamerlà va fer una incursió sorpresa, va trobar als guàrdies adormits i va ocupar Karshi. Muhammad ibn Musa va intentar oferir resistència amb alguns soldats però ja de dia va quedar envoltat i es va incendiar la casa on era; ell i tota la família es van rendir i van demanar protecció a Timur; quan Muhammad fou portat a Timur aquest el va anomenar “fill” (premonitori de que seria després el seu gendre) i el va elogiar pel seu coratge i el va perdonar i la seva família va poder marxar en pau. Quan es va saber que Timur havia pres Karshi per sorpresa, amir Musa Taychi’ut i Malik Bahadur amb 12000 cavallers es van dirigir a la fortalesa i la van rodejar i assetjar. A la nit, Timur va enviar dos partides de 40 homes cadascuna a atacar per sorpresa el campament enemic sota comandament de Muvayad Arlat i Balkhy Bugha, que van aconseguir arribar a la tenda de l'amir Musa i van matar alguna de la seva gent i van fer presos a altres; les escaramusses es van repetir alguns dies. Amir Musa va intentar forçar una porta (la porta de Khezar) i va enviar a Malik Bahadur allí; Timur va ordenar a Sar Bugha i Saif al-Din Barles que tanquessin aquella porta (Timur havia ordenat que totes les portes estiguessin obertes) i va aconseguir evitar que hi entressin cinc mil cavallers enemics; al mateix temps Musa avançava amb quatre mil homes contra Timur; aquest va enviar cent homes que es van distribuir pels suburbis i Musa els va intentar agafar; mentre Timur se situava fora de la ciutat amb la seva guàrdia i va combatre a la plana; llavors casualment una fletxa va tocar a Musa al front; el general va girar cua i els seus homes es va retirar amb ell; la gent de Timur el volia perseguir però aquest no ho va permetre; nous atacs foren rebutjats. L'exèrcit de Husayn es va retirar cap a Khezar ; Arzu Malik Agha, la filla d'Amir Jelayir i esposa d'Amir Musa, que en la confusió de la derrota, s'havia quedat enrere, van caure en mans de Tamerlà; aquest la va cobrir amb una cortina (shadruan) per ocultar-la de la vista pública, i va encarregar a Dulet Shah, el tresorer i eunuc (Hery Maimur) la seva custodia; aquesta dona es va posar de part i va poder donar a llum en aquell lloc a una filla (Tuman Agha, que més tard es va casar amb Tamerlà).
El 1367, després de la derrota de 12000 homes per 340 guerrers, Husayn va decidir fer un atac a Karshi immediatament i va reunir 10.000 homes sota el comandament d'amir Musa, que volia venjança. Va avançar cap a Karshi arribant a la fortalesa de Kehulkeh i va acampar prop de Checkichek. Tamerlà va decidir atacar-los de nit i va marxar per la ruta de Belghun Bagh, que quedava a l'esquerra i va passar la nit a un bosc; un explorador de nom Tennunay va anar a observar; Musa ja havia passat el congost de Checkichek i havia acampat a Chekdalyk. Timur va deixar passar al dia i a la nit es va acostar prop del campament enemic; portava 300 homes i va donar el crit de guerra (tekhyr) entrant al campament per l'esquerra per sorpresa creant molta confusió però es van recuperar i van poder muntar; començava a clarejar el dia i Musa va organitzar el seu exèrcit en línia. Timur es va endinsar en la plana de Chekdalyk i es va retirar pel camí de Kurdenk. Va retornar a Karshi per reforçar-la per després dirigir-se a Bukharà i reagrupar forces amb intenció d'enfrontar a Husayn que marxava cap a la ciutat.
A Bukharà era governador Mahmud Shah Yasauri, nomenat per Timur i tenia com a lloctinent a Ali Beg Yasauri. Hi havia certa tensió amb Timur perquè no havia entregat les taxes locals. Mahmud Shah i Ali Beg Yasauri no obstant van rebre a Timur a la ciutat. L'amir Jaku Barles, que no tenia bones relacions amb el governador, va decidir marxar per anar al Khurasan. Tamerlà va encomanar la direcció de la ciutat a Mahmud Shah i Ali Beg Yasauri, aconsellant-los que si es trobaven en desigualtat, abandonessin el lloc i amb 300 homes va sortir de Bukharà i després d'una nova incursió sorpresa contra les forces de Musa, va travessar el riu Amu (Jihun) de nit, va passar el desert i va arribar a Makhan on governava Mubarik Shah, cap dels turcmans Sanjari, on es va reunir amb la resta de les seves tropes. Amir Husayn va conquerir Bukarà però en va confiar el govern a l'amir Khalil i no s'esmenta a Musa. A Makhan un kurultai va decidir fer un nou atac sorpresa a les forces de Musa; el atac fou un èxit i dos generals (amirs) van ser fets presoners i els soldats dispersats. Reagrupats uns cinc mil homes es van fer forts a una fortalesa anomenada Kuzy. Tamerlà només disposava d'uns mil homes i va decidir atacar la fortalesa abans que sabessin de la seva debilitat. Quan s'acostaven Musa va ordenar avançar i algunes forces timúrides es van desbandar però finalment Tamerlà va obtenir la victòria i els soldats de Musa van fugir i sota el comandament de Khidr Bahadur es van fer forts a Samarcanda.
Tamerlà no va seguri endavant sinó que va anar a Taixkent on va obtenir l'aliança de Bahram Jalayir, governador de la regió designat pel kan de Mogolistan, i de Kay Khusraw Khuttalani. Estant allí Tamerlà va rebre informació que Amir Husayn, amb un gran exèrcit dirigit per Musa Taychi’ut, Shaikh Muhammad ibn Buyan Sulduz i Oljeitu Apardi avançava cap al nord; aquest exèrcit fou derrotat per Tamerlà.
El 1368 Tamerlà va demanar ajut al kan de Mogolistan que va enviar 10.000 homes i Amir Husayn, alarmat, va fer tot el possible per arribar a la pau. Va enviar missatges al caps religiosos de Taixkent, Khujand i Andijan per demanar una mediació i fer saber a Timur que havia jurat sobre l'alcorà que en endavant seria el seu amic i que amir Musa Taychi'ut i Mawlana Aalum podien testimoniar aquest jurament. Per uns mesos hi va haver pau i Musa Taychi'ut fou nomenat governador de Samarcanda. Tamerlà va ajudar aleshores a Husayn a sufocar la rebel·lió de Badakhxan i quan ja ho havia aconseguit es va produir la rebel·lió de Shaikh Muhammad, fill de Bayan Selduz i de Ky Khuseru (Kai Khusraw Khuttalani). Husayn va marxar al riu Jihun contra els rebels i va acampar allí L'endemà va enviar al seu general amir Musa Taychi'ut, creuant el riu, a atacar als rebels. Musa no va complir la ordre al·legant que la feina era desproporcionada i es va retirar al Turquestan; fou Timur qui va posar fi a la revolta però en endavant els malentesos es van succeir i la guerra es va reprendre aviat (1369); Musa, com altres amirs, va passar al servei de Tamerlà (al que no obstant abandonarà abans de final d'any). Sense les forces de Musa la guerra estava sentenciada; Musa Taychi'ut fou consultat per Tamerlà, així com molts altres amirs, i tots van estar d'acord en que calia combatre a Husayn, excepte Ali Beg Yasauri que es va mostrar reticent (i fou executat); Husayn no tenia posibilitats de resistir i la deserció d'amirs va seguir i finalment Tamerlà va ocupar Balkh (1370) i Husayn va acabar executat.

## Revoltes contra Tamerlà (1370)
A la mort d'Amir Husayn, Musa va enviar una disculpa a Tamerlà i va demanar perdó i se li va concedir un salva conducte del qual Musa no es va refiar i va acabar alçant-se en armes, sent ràpidament derrotat i refugiant-se amb Zinde Husham Apardi a Sheberghan. Vegeu: "Revoltes de Musa Taychi'ut i Zinda Hasham Aparti" . Zinde, quan es va veure perdut, va entregar a amir Musa, lligat de coll i mans, i el va enviar a Samarcanda. Tamerlà va perdonar immediatament a Amir Musa i li va donar el comandament de la seva pròpia tribu i altres honors (robes i un banquet). En la segona rebel·lió Musa hi va participar de manera més distanciada; quan van fracassar, Tamerlà el va tornar a perdonar per les connexions familiars: Timur estava casat amb la germana o neboda de Musa, anomenada Sarai Mulk Khatun, que abans havia estat casada amb Husayn, i era filla del kan de Txagatai, Qazan Khan. La versió al Zafaranama de Yazdi Sharaf al-Din varia lleugerament: diu que Musa fou perdonat perquè era germà de la princesa Sarai Mulk Khatun (l'esposa de Timur) i que una filla de Timur, Aka Beghi, estava promesa a un fill de Musa (Muhammad Beg).

### Dins la família de Tamerlà
El 1378 la seva filla Tuman Agha es va casar amb Tamerlà. Aquest va fer construir per ella un palau als afores de Samarcanda, i va fer enderrocar els anomenats Dotze Jardins, construïts imitant els dotze signes del Zodiac, que van quedar convertits en un de sol, edificant un gran pavelló que es va anomenar com Baghi Beshir (Jardí del Paradís).
El 1387 encara apareix a la campanya contra els cristians feta des de Shaki (Azerbaidjan), juntament amb l'amir Muhammad Beg, que era el seu fill i gendre de Tamerlà (havia estat casat amb Agha Begum o Aka Begi, filla de Tamerlà, morta el 1380).
En la batalla d'Ankara (28 de juliol de 1402) fou un dels amirs que van dirigir l'ala esquerra de l'exèrcit superditats al prínceps Xah Rukh (timúrida) i Khalil Sultan, i a l'amir Sulayman Xah (els altres amirs a mes de Musa erem Yadighar Barles, Sultan Husayn Mirali i Ali Sultan Tawaji).
No consta la data de la seva mort, que probablement fou en la primera dècada del segle xv.